# 天乃舞衣子
天乃 舞衣子（あまの まいこ、1985年7月1日 - ）は、日本の元女優、元グラビアアイドル。

## 経歴
2009年にTBS系『関口宏の東京フレンドパークII』のレギュラーアシスタントで芸能界デビュー。
2011年、イメージDVD「接近」をリリース後、ブログで「撮影会を最後に引退する」と告げてグラビアタレントを卒業。
2012年からは女優業に専念し、舞台や映画等に出演している。
2014年4月9日に初写真集『ZeRO』発売。それに映画『花と蛇ZERO』初主演，この作品は成人指定。
元GMBプロダクション、株式会社アウルム所属。
2021年3月31日をもって芸能活動から離れ看護師の道を目指すとのこと。

## 人物
- 特技はチアリーディング、趣味はモダンダンス、テニス、バスケ。
- ペットに猫（雑種）を飼っている。
- 家族構成は父、母、弟。
- 長所はポジティブ、短所はマイペース。
- 好きな色は紫。
- 英検準2級と漢検準2級を取得している。

## 出演
太字は主演やレギュラー出演。

### テレビドラマ
- ケータイ捜査官7（2008年、望月咲桜）
- サラリーマン金太郎 第4話（2008年、石井よし恵）
- まんまこと〜麻之助裁定帳〜 第9話（2015年）
- ビューティフル・スロー・ライフ（2015年）
- OLですが、キャバ嬢はじめました（2016年、小梅[4]）
- まかない荘2 第5話（2017年、ユキナ）

### 映画
- 魂萌え!（2007年、和世）
- 親幽（2007年、引田京子）
- 青木ヶ原（2012年）
- モンスター（2013年）
- 花と蛇ZERO（2014年、雨宮美咲）
- 奴隷区 僕と23人の奴隷（2014年、渋谷サチ）
- 全開の唄（2015年）
- シマウマ（2016年、網川早苗[5]）

### テレビ番組
- ルドイア☆星惑三第(日本テレビ)海王星アイドルオーディション
- 響のNightスプラッシュ!（2009年2月26日、シティテレコムかながわ）- スプラッシュ!ガールとして
- オールスター感謝祭2009年春、秋（2009年4月・10月、TBSテレビ）- アシスタント
- 関口宏の東京フレンドパークII（2009年4月 - 2010年3月、TBSテレビ）従業員として
- 全力坂（2010年4月7日、2010年4月12日）

### 舞台
2006年
- 裸月物語（山田守）
- 奴ら〜海よ、オレの母よ〜（黒田サキ）
- ぼく達の青春（南志穂）

2010年
- フライングパイレーツ〜ネバーランド漂流記（トゥートルズ）
- ラストコーラス

2012年
- 贋作・春琴抄2012
- I AM HAM
- 雨に咲く花
- 笑う警官
- 第三世代

2013年
- COMIC☆ACTORS
- 問わず語り（雪江）
- お父さんは疲れた

2014年
- 張ち切れパンダ7かいめ 夜食の時間
- ドブ恋
- みそじんお座敷公演 ドアを開ければいつも（2014年 - 2016年）※毎月公演

2015年
- 劇団K助第19回公演『パックンちょ』（8月3日 - 9日）
- みそじん お座敷公演「ドアを開ければいつも」限定秋バージョン（11月21日 - 23日）

2016年
- ホテル・カルフォリニア〜HOTEL CALFORINIA〜（紀伊國屋ホール：2月4日 - 2月14日）
- あまのやプロデュース「ドアを開ければいつも」（主演、6月12日）

### 舞台DVD
- 問わず語り（2013年）

### 広告
- オートバックス（2008年）
- 渋谷美容外科クリニック（2009年）

### 声優出演
- テレビアニメ『闇芝居』第4、6期（2017年 - 2018年）
- 人形劇『フォーカード』（2018年）[6]

## リリース作品

### イメージビデオ
| 発売日         | タイトル                       | 規格品番       | メーカー                 |                |
| あまのまい名義 | あまのまい名義                 | あまのまい名義 | あまのまい名義           | あまのまい名義 |
| -------------- | ------------------------------ | -------------- | ------------------------ | -------------- |
| 2009年2月27日  | あまのまい〜はじめての舞い。〜 |                | オルスタックピクチャーズ |                |
| 2010年3月26日  | 天の舞                         |                | スパイスビジュアル       |                |
| 2010年9月24日  | 天の舞2                        |                | スパイスビジュアル       |                |
| 2010年12月17日 | 絶対ヒミツ                     |                | イーネット・フロンティア |                |
| 2011年3月26日  | 接近                           |                | マックス                 |                |

### DVD
- 緊縛繚乱 秘儀三人吊り 映画「花と蛇ZERO」より（2014年4月11日）

### 写真集
- 天乃舞衣子ファースト写真集『ZeRO』（2014年4月9日、ワニブックス） ISBN 978-4847046391
- 花と蛇ZERO メイキング写真集（2014年5月、竹書房）
- 劇場映画版「花と蛇ZERO」劇中写真集 - 電子書籍（2014年6月、TMEプラス）